# TNU (rete televisiva)
Televisión Nacional Uruguay, sigla TNU, è l'emittente televisiva di Stato dell'Uruguay. Pur essendo stata autorizzata a trasmettere già nel 1955, le sue trasmissioni iniziarono nel 1963, quando già erano divenute attive le tre emittenti private Saeta TV Canal 10, Monte Carlo TV e Teledoce.
Tra gli altri, la TNU ritrasmette anche i programmi di Canal Ceibal, la rete televisiva rivolta ad un pubblico studentesco, fondata nel 2009.